# Kirchengesetz zur Prävention und Intervention gegen sexualisierte Gewalt
Das Kirchengesetz zur Prävention und Intervention gegen sexualisierte Gewalt (PräVG) wurde 2018 von der Evangelisch-Lutherischen Kirche in Norddeutschland auf einer Synode verabschiedet. Es handelt sich um ein kirchenrechtliches Gesetz zur Vermeidung, Aufklärung und Bekämpfung von sexuellem Missbrauch. Es trat am 17. April 2018 in Kraft, dem Tag seiner Verkündigung.

## Inhalt
Nach Paragraph 4 (Schutz vor sexualisierter Gewalt) sind alle kirchlichen Träger verpflichtet, bei der Wahrnehmung ihrer Aufgaben Mitarbeiterinnen und Mitarbeiter sowie diejenigen, die kirchliche Angebote wahrnehmen, insbesondere anvertraute Kinder und Jugendliche, vor allen Formen sexueller Grenzüberschreitungen und sexuellen Missbrauchs (sexualisierte Gewalt) zu schützen.
Paragraph 5 fordert einen Präventionsbeauftragten, Maßnahmen wie etwa Schulungen, Selbstverpflichtungserklärungen und Risikoanalysen.
Nach Paragraph 6 besteht eine Meldepflicht gegenüber einem Meldebeauftragten, worauf unverzüglich eine Intervention erfolgen muss.
Das Kirchengesetz muss nach spätestens 5 Jahren evaluiert werden.

## Entstehungsgeschichte
Ausschlaggebend für die Entstehung des Gesetzes war der Missbrauchsskandal von Ahrensburg, der 2010 bekannt wurde. Ein Pastor hatte über mehr als 20 Jahre Minderjährige sexuell missbraucht. Schon im Oktober 2014 war ein Zehn-Punkte-Plan entwickelt worden, in dessen Ausführung eine Arbeitsstelle für sexualisierte Gewalt, eine Beschwerdestelle und ein Kriseninterventions-Team eingerichtet wurden. 2013 wurde eine  „Koordinierungsstelle Prävention“ gegründet, aus ihr sollte eine „Fachstelle sexuelle Gewalt“ zur Umsetzung de Gesetzes werden.

## Rezeption und Kritik
Die TAZ kommentierte, man könne einwenden, dieses Gesetz komme nach Jahrzehnten, letztlich Jahrtausenden ungestraften Missbrauchs durch kirchliches Personal anno 2018 reichlich spät. „Tatsächlich kommt es aber – und das ist das Unglaubliche, fast Zynische daran – für deutsche Verhältnisse exorbitant früh.“ Die Nordkirche  war nach Aussage der TAZ die erste evangelische Landeskirche bundesweit, die ein solches Gesetz beschlossen habe.
Es sei noch unklar, wer mit der Prävention beauftragt würde. Dies sollten, so Petra Schellen, eher Externe sein, aus Gründen des Vertrauens und der Kirchenhierarchie.